# دائرة الدبيلة
دائرة الدبيلة هي دائرة من ولاية الوادي في الجزائر. تقع في شرق عاصمة الولاية. تقع شرق مدينة الوادي، أسسها سيدي علي بن خزان، وسميت على اسم ابنته التي كانت تدب، وقيل على اسم شجر سام يدعى الدبيلة يقتل الإبل. وقيل أن اسمها راجع للجنرال الفرنسي ديغول عندما دخلها قال ديبي لا بالفرنسية تعني البداية من هنا.

## الزراعة
وهي مدينة زراعية تمتاز بزراعة البطاطا والنخيل.

## السياحة
أشهر معالمها العمرانية الثكنة القديمة، ومسجد سيدي علي بو خزان وضريحه.والقرية الفلاحية المسمات اكفادو